# Ejército Guerrillero Túpac Katari
El Ejército Guerrillero Túpac Katari (EGTK) fue una guerrilla creada en 1986, en Bolivia, que lleva el nombre del líder del alzamiento indígena de finales del siglo XVIII en el Alto Perú, Túpac Katari. La organización mantuvo el activismo con una estructura de formación sindical a las comunidades campesinas, el desarrollo teórico y una estructura propagandística. Fue desarticulada a pocos meses de iniciar su etapa de entrenamiento armado, entre marzo y agosto de 1992. Entre marzo y agosto fueron detenidos y encarcelados 35 de sus miembros, entre ellos sus líderes Felipe Quispe, Álvaro García Linera, su hermano José Raul García Limera, Juan Carlos Pinto Quintanilla, así como la mexicana Raquel Gutiérrez. Todos ellos fueron liberados en 1997 en libertad condicional a la espera de un juicio que se retrasó durante años por la dificultad de encontrar pruebas de las acusaciones.

## Antecedentes
Sus antecesores fueron el Ejército Túpac Amarista, el Ejército de Túpac Katari, el Fuerzas Armadas de Liberación Zarate Willka, Kollasuyo Indio Poder Único Socialista (KIPUS), la Ofensiva Roja, Ponchos Rojos y el Movimiento Indio Katarista (MINKA).
Algunos de sus ideólogos y predecesores fueron Fausto Reynaga, Félix Willka Puma, Andrés Mayta, Silvia Rivera Cusicanqui, Rafael Puente, Monika Ertl y Oswaldo Ukaski. (Estos últimos, combatientes del ELN, planeaban dividir en diciembre de 1972 al ELN en una fracción ELN Bartolina Sisa en respuesta a la fracción ELN Obrero) fruto de "Miseria", Chato Peredo, entre otros.  Muchos de los artículos de estas organizaciones se encontraban en la web (Katari Uta), que salió en la década del 80, bajo el título "Documentos" y "Manual del Combatiente Katarista".
Se nutre de combatientes provenientes de las siguientes organizaciones: Partido Indio de Bolivia (PIB), Movimiento Indio Katari (MINKA), Movimiento Indio Túpac Katari (MITKA); Kollasuyo Indio Poder Único Socialista (KIPUS); Movimiento Revolucionario Túpac Katari (MRTK); Federación de Mujeres Campesinas Bartolina Sisa; Federación Sindical de Trabajadores Campesinos de La Paz Túpac Katari; Federación de Estudiantes Secundarios de la ciudad de La Paz; Federación de Estudiantes de la Universidad Popular Túpac Katari y otros.

## Historia y atentados
Álvaro García Linera, uno de los fundadores del movimiento explica en 1999 la creación del EGTK como la culminación de una gran oleada del movimiento indígena campesino que nace en los años 70 a nivel cultural, radial, deportivo, sindical, político electoral. A partir de los 80 se produciría una radicalización de los jóvenes indígenas aimaras que darán lugar a la "estructura política clandestina" del EGTK. García Linera considera que la organización no fue "ni básica ni fundamentalmente una estructura militar y que la parte armada fue un elemento junto a otros". Define al EGTK como una estructura política y cultural -en la que la parte armada es sólo una pequeña parte- con actividades de participación pública en los congresos campesinos y mineros, la elaboración de pensamiento trasladado a través de documentos y libros, una estructura de propaganda y actividad sindical en el campo. Recorrieron las comunidades haciendo cursillos -explica- organizando el fortalecimiento de la estructura sindical y comunal, especialmente en la altiplano paceño, el norte potosí y las zonas campesinas en Sucre, un trabajo que no trascendió. El objetivo era, señala Raquel Gutiérrez, organizar un levantamiento general, una sublevación indígena de comunidades.
En el grupo también llegó a estar presente Álvaro García Linera, quien se hacía llamar "Qhananchiri"  (el que ilumina, en aimara), quien era el tesorero que trataba de administrar el dinero que el grupo hurtaba. En 1997, García Linera y el resto de los miembros del EGTK fueron liberados bajo la excusa de falta de pruebas en su contra. Algunas acciones realizadas antes de la constitución del EGTK fue el asalto a la empresa de remesas Caracoles en febrero de 1989, robando cerca de 40.000 dólares.
 El 4 de noviembre del mismo año salto a mano armada en casa de Walter Gumucio, robando cerca de 95.000 dólares. Al año siguiente en una empresa de remesa de COBEE robando 20.000 dólares a una remesa de COBEE robando 20.000 dólares.

### 1991
Hasta abril de 1991, guerrilleros asaltaron a mano armada el domicilio de Zenón Daza en Cochabamba robando cerca de 60.000 dólares. No fue hasta octubre del mismo año robaron cerca de 622,000 dólares, guerrilleros asaltaron a la remesa de la Universidad Mayor de San Simón (UMSS), en Cochabamba. Por este delito, el 6 de diciembre de 2005, la UMSS un juicio civil por daños y perjuicios a Álvaro García Linera, su hermano Raúl, Silvia Alarcón, Felipe Quispe (el “Mallku”) y otros militantes del Ejército Guerrillero Tupac Katari (EGTK), para obligarles a devolver la suma sustraída.
El 19 de septiembre de 1991 se dio a conocer con un atentado contra dos torres de alta tensión que causó la muerte de dos guerrilleros por la mala sincronización en el explosivo, siendo este atentado parte de una seguidilla de ataques y sabotajes realizados ese día en varios puntos de La Paz.  La prensa de la época publicó que se planeaba el ataque a las embajadas de Estados Unidos y de España en La Paz. Al día siguiente el EGTK ataca una torre de alta tensión en Panduro, ocasionando fallas en la red eléctrica local. El último ataque de este año fue a las instalaciones del Acción Democrática Nacionalista en la ciudad de Llallagua, departamento de Potosí.

### 1992
El 7 de enero de 1992, el EGTK volvía a atacar, esta vez en el oleoducto Cochabamba-Oruro, estado de . así como a una torre de alta tensión, y unas vías del tren en el departamento de La Paz.

## Objetivos
Entre los objetivos que señalan sus manifiestos se encuentran:
- Lucha por la igualdad social dentro del territorio boliviano y naciones vecinas de las mayorías originarias andinas, Aymaras, Quechuas, Túpi-Guaraníes y otras.
- Lucha contra la enajenación cultural e ideológica de los pueblos del Andes.
- Lucha contra la invasión de valores occidentales y consumistas.
- Mejoramiento de la calidad de vida y trabajo digno de indígenas, obreros, campesinos y mineros
- Lucha por la imposición de la moral andina (ama sua, no seas ladrón; ama llulla, no seas mentiroso; ama khella, no seas flojo). El pensamiento katarista considera a la civilización occidental como decadente y corrupta en esencia, ya que basa toda su filosofía, su estructura social, sentido de la existencia, en la explotación despiadada de los recursos naturales del planeta. Postula, que el consumismo, sentido de la vida de Occidente, está amenazando la existencia de todo lo viviente en este planeta.
- Lucha por una sociedad libre de las terribles lacras, que considera propias de las grandes ciudades de Occidente, como el alcoholismo, la drogadicción, la corrupción, la flojera, el libertinaje sexual, el robo, la mentira, la infidelidad conyugal, la traición y la falta de valores morales andinos. Intenta defender la estructura básica de las sociedades andinas, y en particular la estructura familiar andina tradicional, de lo que considera una agresión por parte de la sociedad occidental.

## Detenciones 1992
El EGTK -considera Escárzaga- fue desarticulado a pocos meses de iniciar su etapa de entrenamiento armado. Bajo el gobierno de Jaime Paz Zamora, entre marzo y agosto de 1992 fueron detenidos y encarcelados 24 de sus miembros. Todos ellos denunciaron haber sido víctima de torturas y abusos y obligados a firmar sus declaraciones, denuncias que fueron respaldadas por organizaciones internacionales de derechos humanos como Amnistía Internacional.

### Informe de la Comisión de Derechos Humanos de la Cámara de Diputados
En 1995 un informe de la Comisión de Derechos Humanos de la Cámara de Diputados de Bolivia comprobó que “fueron obligados mediante tortura a autoincriminarse”. En un documento de 251 páginas la comisión “encontró suficientes motivos para procesar a los autores de violaciones de este tipo y para que se reparen daños ocasionados por una aplicación torcida y prejuiciada de las leyes
“El principio que se reivindica, y que se intenta recuperar, es que el Estado no puede reprimir la violación de las leyes, violándolas él mismo En otras palabras, lo que la comisión se propone es dejar sentados precedentes contra aquella impunidad que alienta al llamado ‘terrorismo de Estado'”
El presidente de la comisión, Juan del Granado Cosío, declaró que con el encarcelamiento de los catorce guerrilleros del EGTK “se entendió que el Estado, en circunstancias como esta, queda liberado del cumplimiento de las normas legales Creo que se hizo un pésimo servicio a la consolidación de un sistema democrático, porque el conocimiento de estos hechos puede desvirtuar todo lo que significa el andamiaje institucional de un país y una democracia”
Dijo que el gobierno “acudió al terrorismo de Estado, apeló a la ilegalidad, violentó los derechos humanos y, a partir de ello, en aquel momento creó peligrosísimas condiciones para la generalización de la violencia en el país”
A pesar de este reconocimiento no fueron liberados y su proceso continuó paralizado. Como protesta, en septiembre de 1995 Raquel Gutiérrez realizó una huelga de hambre durante 10 días. La abogada denunció que se trataba de encarcelamientos políticos y que en proceso se encontraba lleno de aberraciones jurídicas, “porque se está queriendo procesar y sentenciar a gentes que piensan diferente Pero no hay un solo muerto en este proceso, no hay un solo robo fehaciente que acuse a ninguno del grupo Acusar a ocho ciudadanos de catorce delitos, realmente es irracional”

### Libertad provisional en 1997
Álvaro García Linera, conocido en la década de los 80 y 90 como Qhananchiri  (el que ilumina, en aimara), fue el encargado de administrar el dinero que robaba el grupo. En 1997, García Linera y el resto de los miembros del EGTK fueron liberados bajo la excusa de falta de pruebas en su contra. Cinco años después, en 1997 recibieron la libertad condicional todavía sin ser juzgados. Las declaraciones tomadas bajo tortura y las dificultades para encontrar pruebas hicieron que se prolongara la espera de juicio varios años más. 
A partir de entonces sus militantes más conocidos se insertaron a la legalidad política a través de diferentes partidos políticos legales. La mayor parte permanece en la clandestinidad. 
De sus militantes conocidos Álvaro García Linera llegó a ser Vicepresidente de la República de Bolivia como candidato del Movimiento Al Socialismo (MAS), de Evo Morales, Felipe Quispe, otro dirigente de la organización, llegó a ser diputado por el partido Movimiento Indígena Pachakuti (MIP), que el mismo fundó. Constantino Lima, del Movimiento Universitario Julián Apaza (MUJA), uno de sus predecesores e ideólogos, no pudo integrarse a esta organización, pero influyó decisivamente en sus inicios.

## Análisis del movimiento
Muchos analistas políticos y periodistas consideran al intento guerrillero del EGTK como uno de los más importantes en la historia de las Naciones Andinas del siglo XX. Esto se debió sobre todo a que a diferencia de otros movimientos armados de esa época en Latinoamérica el EGTK se esforzó por iniciar un levantamiento armado popular y para lograr esto trató de armar a las comunidades indígenas en vez de aislarse en un grupo selecto de combatientes. El katarismo no quiso/o no pudo consolidarse como partido. Resolvió introducirse en las organizaciones sociales y "marchar junto al pueblo ya organizado" (Felix Willka).
De ellos surgió la idea de transformar los sindicatos agrarios en instrumento político. Idea duramente atacada por los sociólogos y políticos tradicionales. Esta idea hizo de los campesinos bolivianos la mayor fuerza política de Bolivia en pocos años e hizo innecesaria la lucha armada. Desde entonces se le dio mayor importancia a la actividad coordinadora de las diferentes fuerzas políticas y la labor fiscalizadora del Proceso de Cambio, tarea, que ahora viene a constituirse en la más importante.